# (35065) 1988 SU1
(35065) 1988 SU1 est un astéroïde de la ceinture principale découvert en 1988.

## Description
(35065) 1988 SU1 a été découvert le 16 septembre 1988 à l'observatoire interaméricain du Cerro Tololo, un observatoire astronomique professionnel situé dans le désert d'Atacama, au Nord du Chili, par Schelte J. Bus.

### Caractéristiques orbitales
L'orbite de cet astéroïde est caractérisée par un demi-grand axe de 2,100 ua, un périhélie de 2,86 ua, une excentricité de 0,04 et une inclinaison de 11,51° par rapport à l'écliptique. Du fait de ces caractéristiques, à savoir un demi-grand axe compris entre 2 et 3,2 ua et un périhélie supérieur à 1,666 ua, il est classé, selon la JPL Small-Body Database, comme objet de la ceinture principale.

### Caractéristiques physiques
(35065) 1988 SU1 a une magnitude absolue (H) de 13,1 et un albédo estimé à 0,308.